# Gerd Heise
Gerd Heise (* 1953 in Oberhausen) ist ein deutscher Architekt. Er ist Gesellschafter des Architekturbüros HPP Hentrich–Petschnigg & Partner GmbH + Co. KG.

## Leben
Gerd Heise erlernte zunächst 1970 den Beruf des Bauzeichners. Sein Architekturstudium absolvierte er an der Fachhochschule Köln. Nach dem Studium war er an der Bibliotheca Hertziana der Max-Planck-Gesellschaft im Palazzo Zuccari in Rom beschäftigt.
Seit 1980 arbeitet er für das Architekturbüro HPP Hentrich–Petschnigg & Partner GmbH + Co. KG mit Hauptsitz in Düsseldorf. Zunächst als Projektleiter tätig, dann als Leiter der HPP Büros in Leipzig und Hamburg, wurde er 1994 Partner und Kommanditist der HPP KG. Heute leitet er als Gesellschafter die HPP Büros in Hamburg und Leipzig. Zahlreiche nach der deutschen Wiedervereinigung in Leipzig entstandene stadtbildprägende Bauten gehen auf sein Schaffen zurück.
Gerd Heise ist Mitglied im Bund Deutscher Architekten (BDA) sowie in der Architektenkammer Sachsen.

## HPP-Bauten in Leipzig
Diese Objekte wurden errichtet unter Gerd Heise als Architekt (*) oder als Leiter des HPP-Büros Leipzig. Angegeben sind das Jahr ihrer Fertigstellung und erhaltene Auszeichnungen
- 1994 * Bauwens-Haus am Burgplatz[1]
- 1994 * Center am Torgauer Platz
- 1996 * Umbau der Halle 16 des Schlachthofs zur Kantine des MDR[2]
- 1996 * Haus des Buches (Architekturpreis der Medienstadt Leipzig e.V. 1996, BDA-Preis Sachsen 1998 zusammen mit Architektin Angela Wandelt, Architekturpreis der Stadt Leipzig 1999, Lobende Erwähnung)
- 1997 Promenaden Hauptbahnhof Leipzig (Sächsischer Staatspreis für Architektur 1999)
- 2000 Betriebsgebäude Stadtwerke Leipzig (Architekturpreis der Stadt Leipzig 2001)
- 2001 * Passagen-Geschäftshaus Petersbogen
- 2002 Neuer Zentralbau im Städtischen Klinikum St. Georg
- 2003 Thomasshop am Thomaskirchhof
- 2004 und 2011 Parkhäuser am Zoo Leipzig (BDA-Preis Sachsen 2004, Anerkennung)
- 2006 Mediencampus „Villa Ida“ (BDA-Preis Sachsen 2007)
- 2007 Sanierung des Zuschauerhauses der Oper Leipzig
- 2011 * Sanierung der Kongreßhalle[3]
- 2013 City-Tunnel, Station Leipzig Hbf (tief)

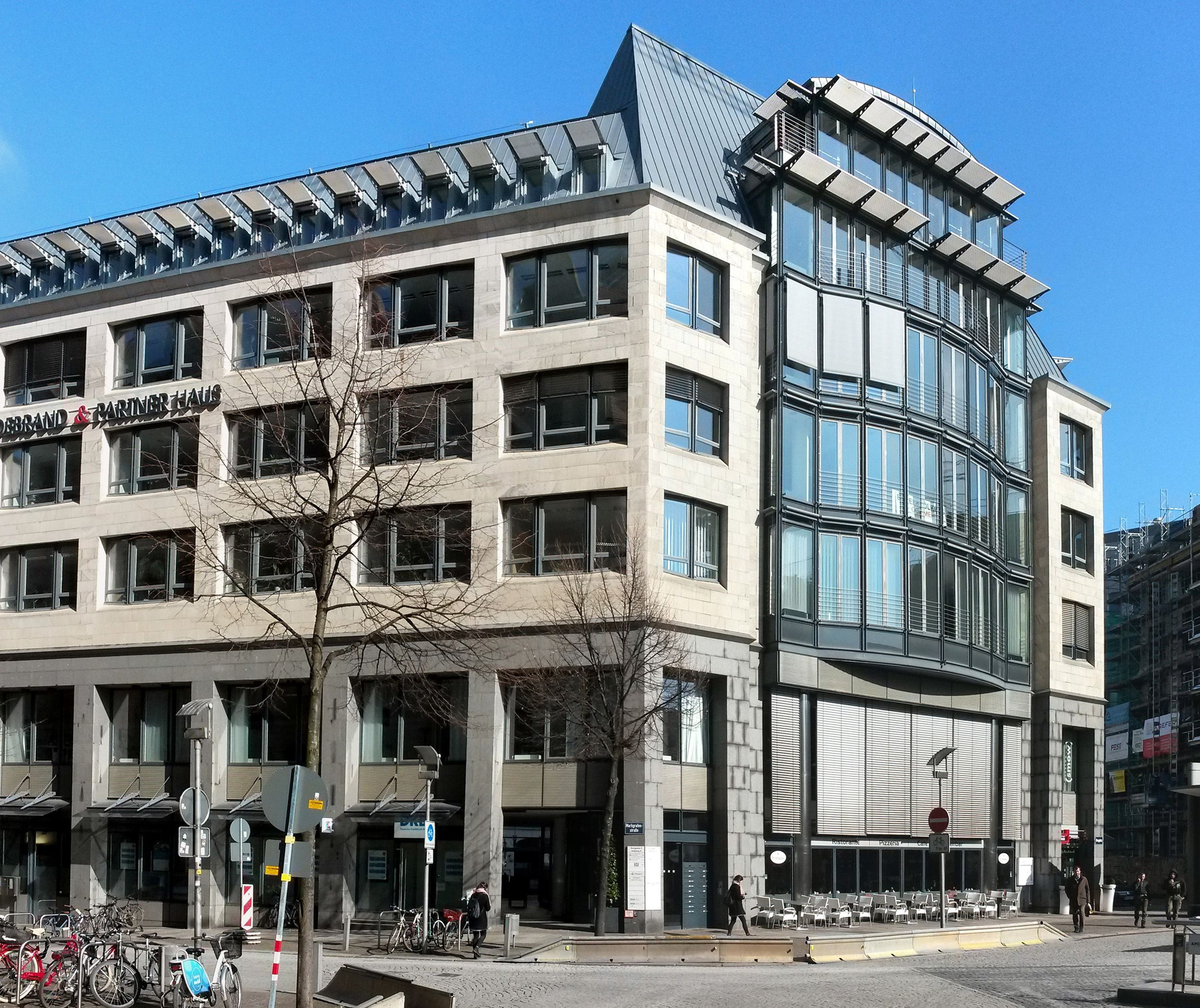
Bauwenshaus (2018)
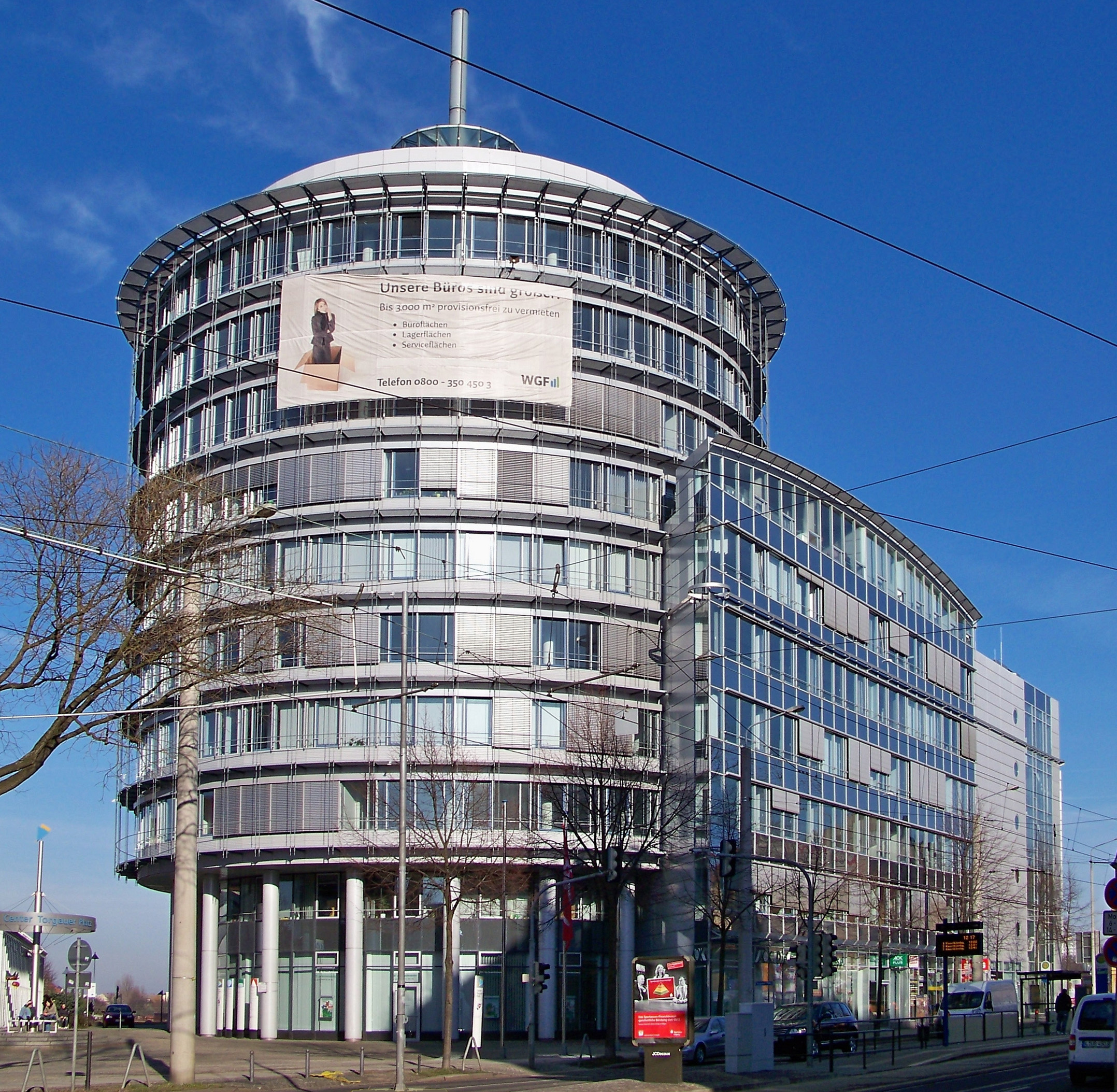
Center Torgauer Platz (2011)
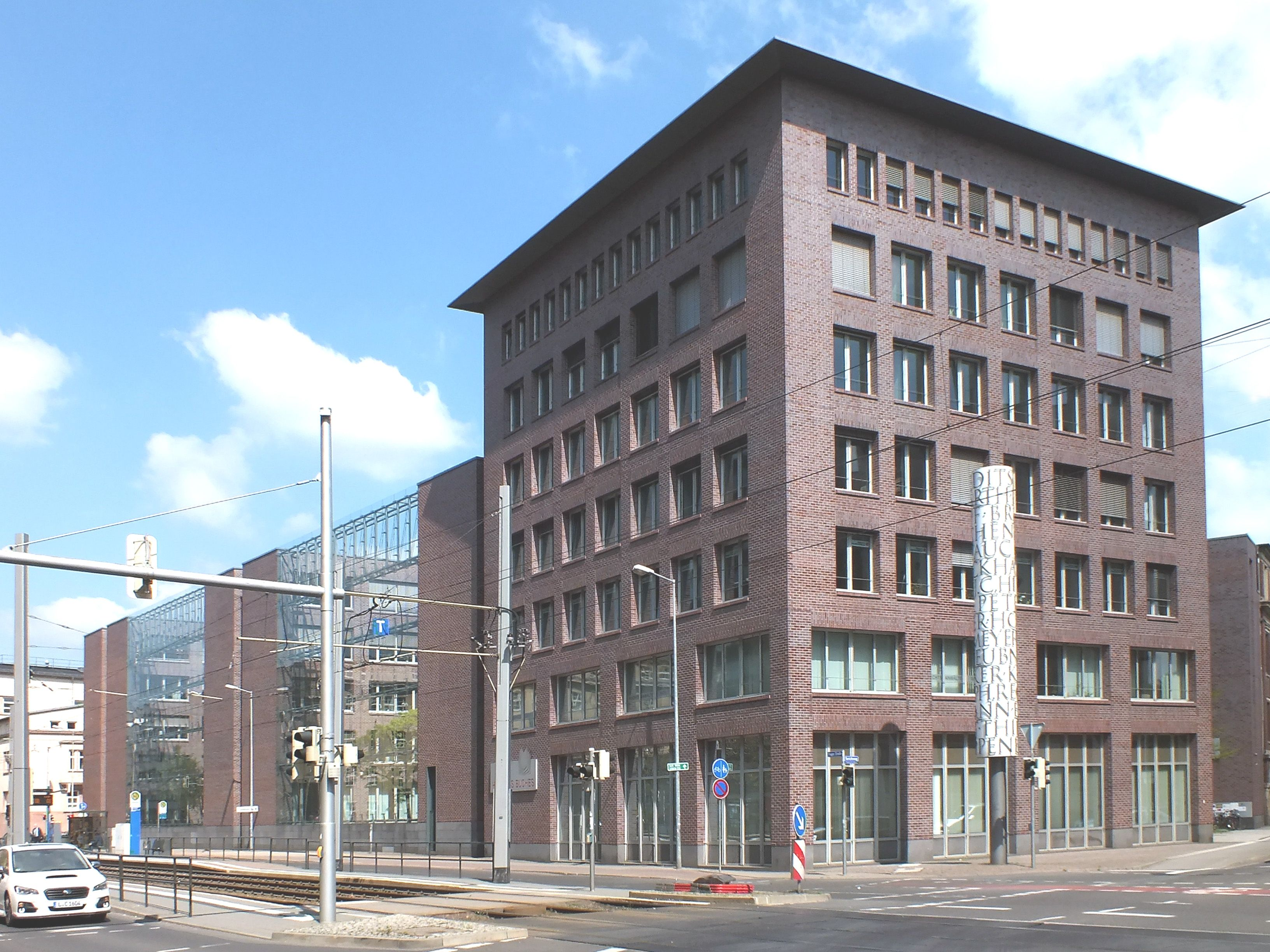
Haus des Buches (2016)
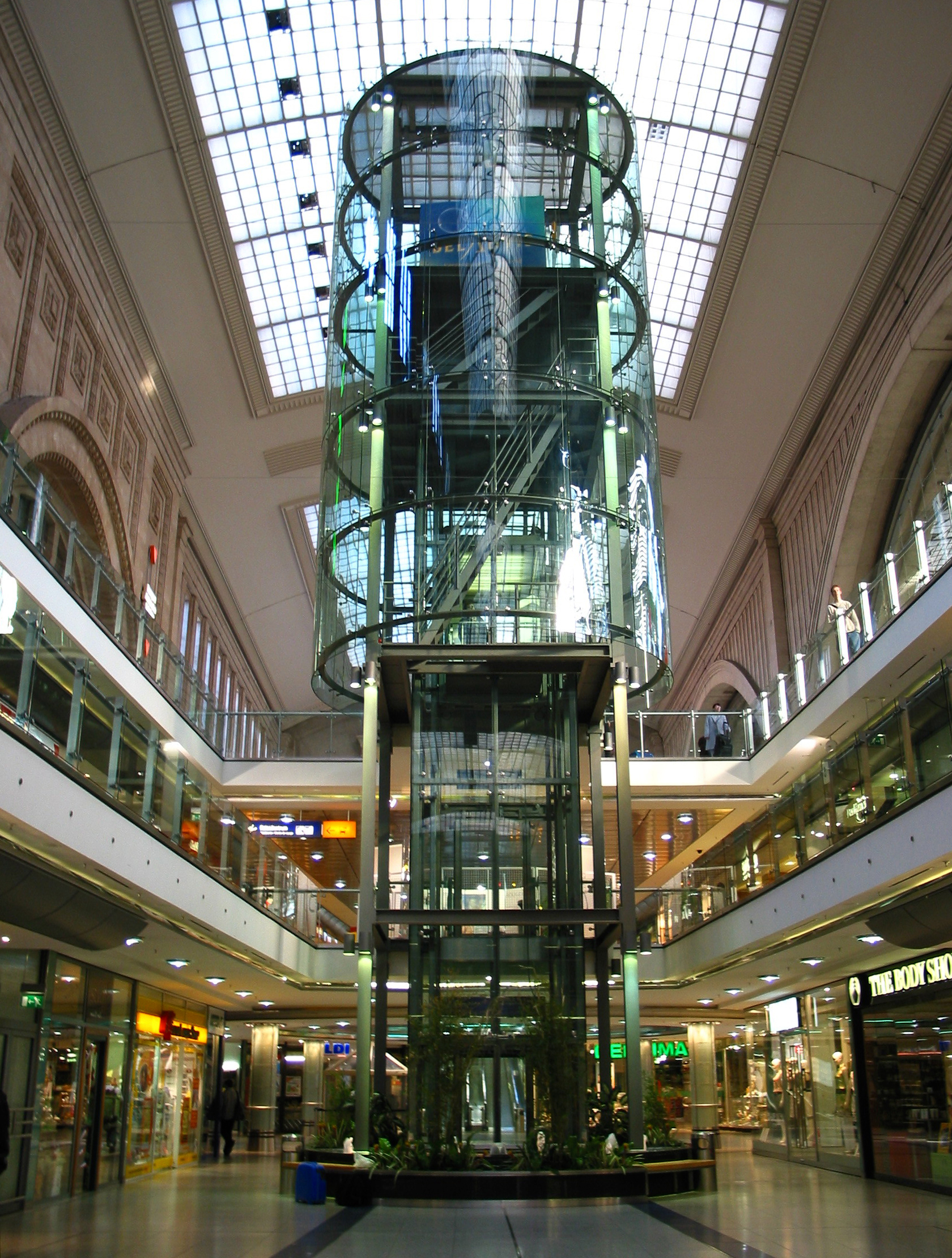
Hauptbahnhof Promenaden (2003)
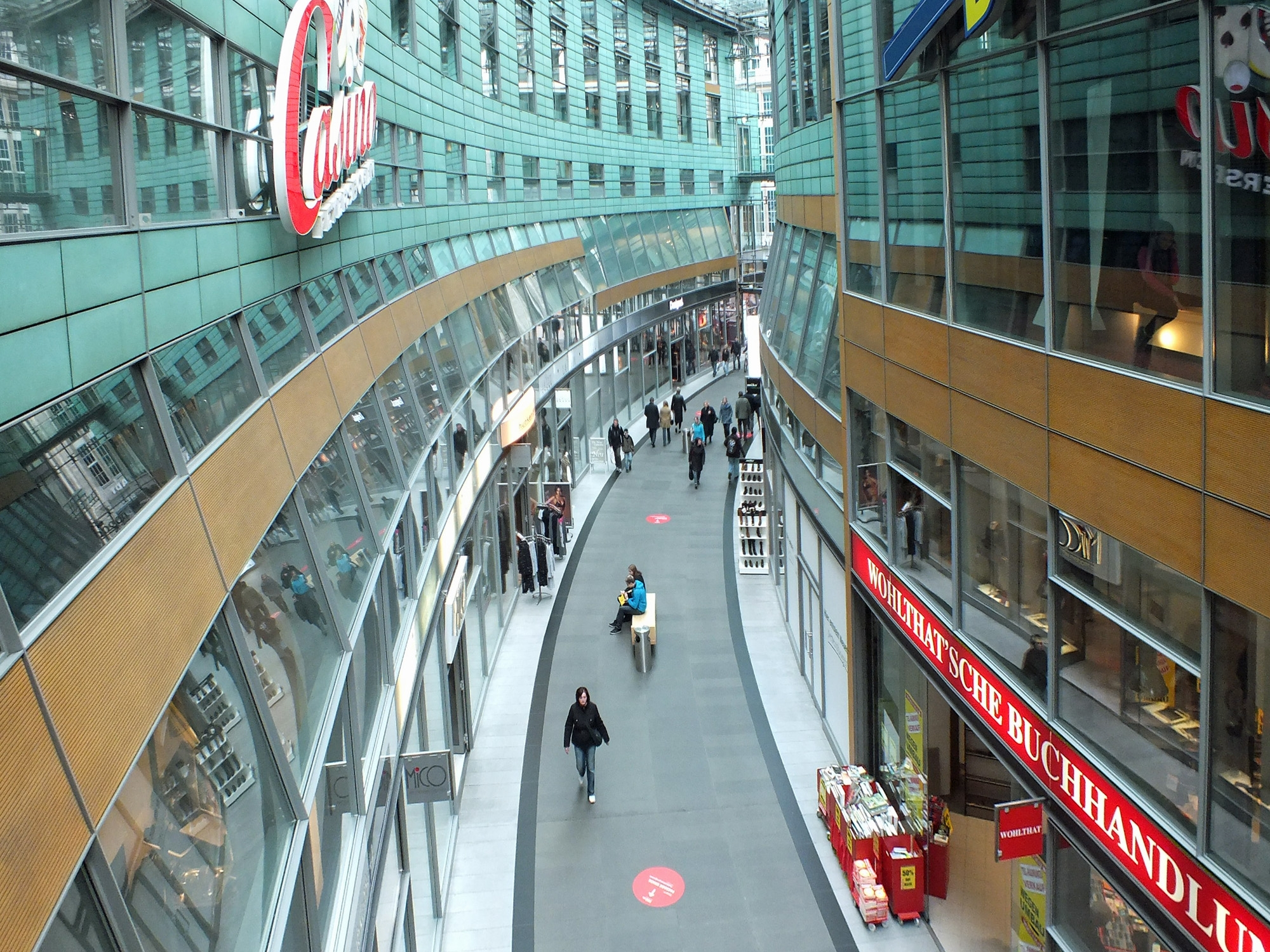
Petersbogen (2011)
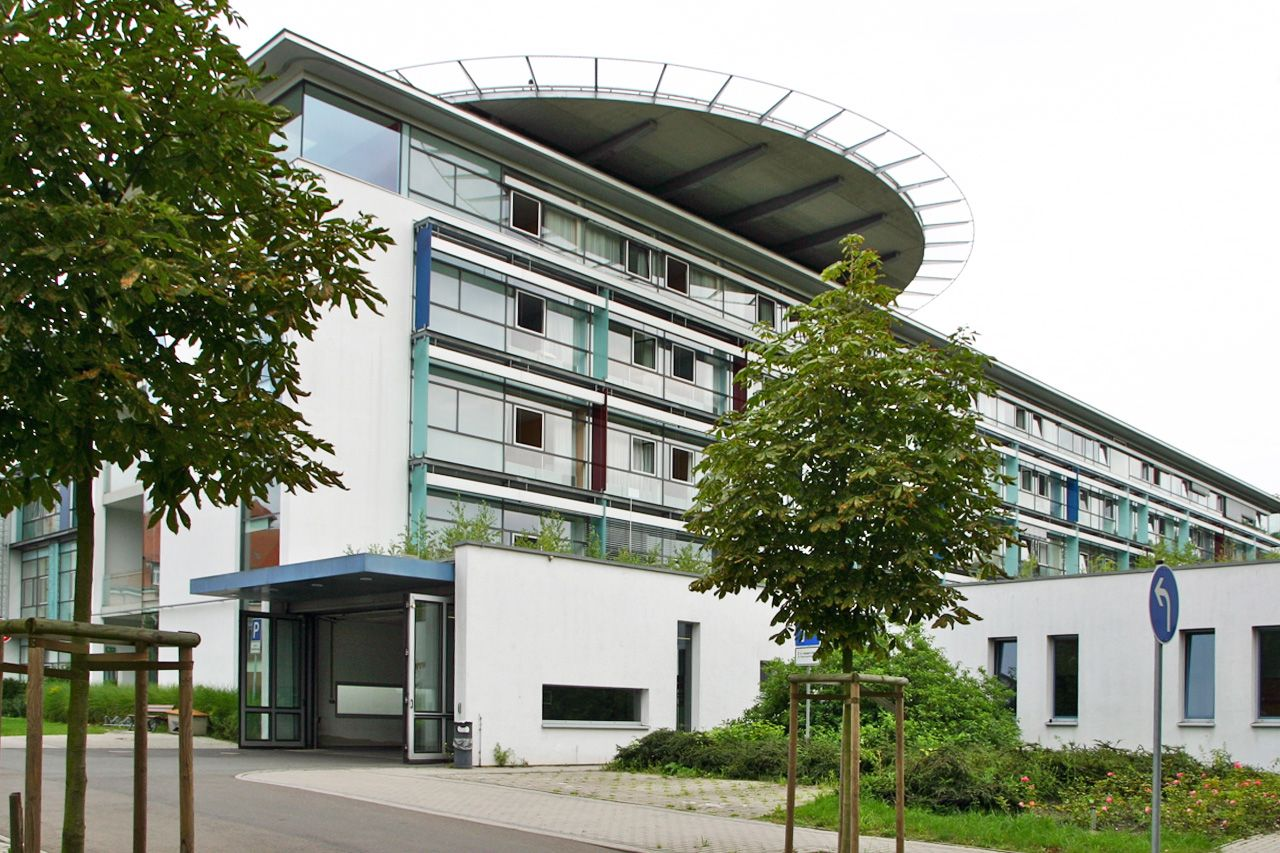
Zentralbau im St. Georg (2011)
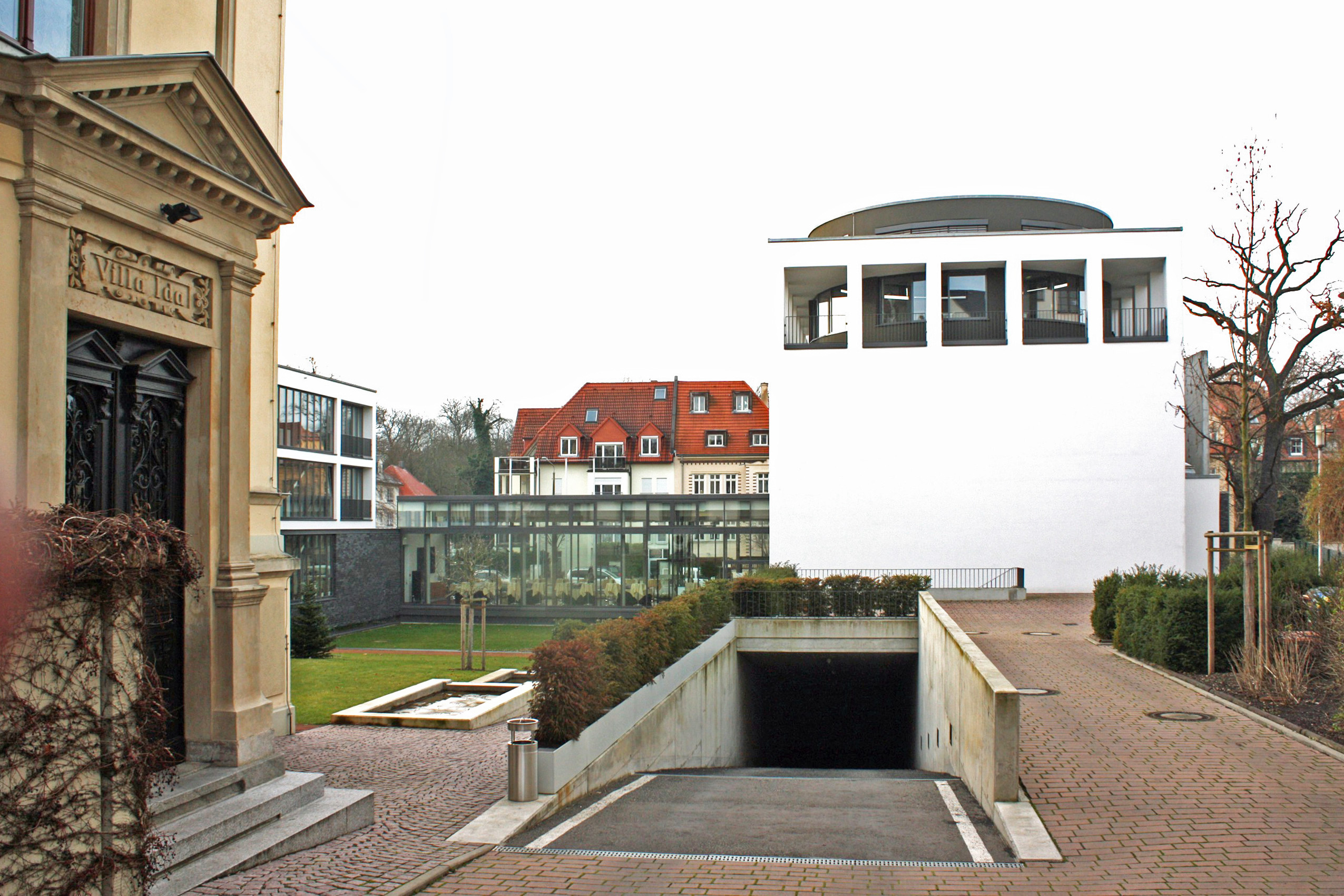
Mediencampus Villa Ida (2009)
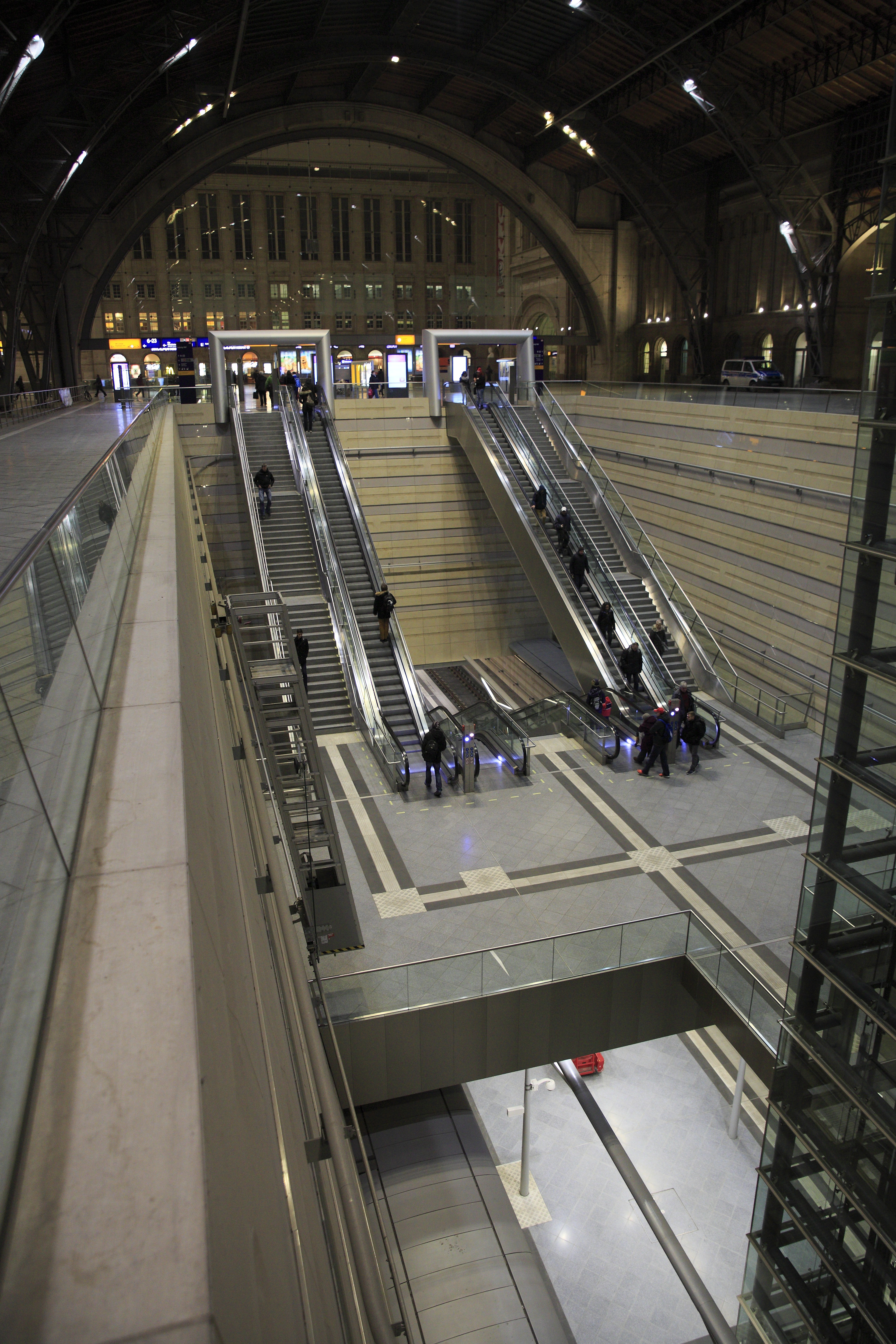
S-Bahn-Station Hbf-tief (2015)